# Dominik Marcinkiewicz
Dominik Marcinkiewicz vel Dominik Dunin-Marcinkiewicz, ros. Доминик Аполлинарьевич Дунин-Марцинкевич (ur. 12 września?/24 września 1868 w Nowogródku, zm. 17 maja 1934 w Równem) – generał brygady Wojska Polskiego.

## Życiorys
Dominik Marcinkiewicz urodził się 24 września 1868 w Nowogródku, w ówczesnej guberni mińskiej, jako syn Feliksa Apolinarego i Antoniny z Kowalewskich. Pochodził z rodziny uczestników powstania styczniowego z 1863, zesłanych na wschód Imperium Rosyjskiego. Ukończył szkołę realną w Saratowie lub w Petersburgu. W 1891 roku rozpoczął zawodową służbę wojskową w Armii Imperium Rosyjskiego, jako oficer piechoty. Ukończył szkołę wojenną. W latach 1904–1905 na wojnie rosyjsko-japońskiej dowodził kompanią. 1 stycznia 1909 roku, w stopniu kapitana, pełnił służbę w 226 Bobrujskim rezerwowym pułku piechoty, który stacjonował w Carycynie i wchodził w skład 57 Rezerwowej Brygady Piechoty. W czasie I wojny światowej na froncie niemieckim dowodził kompanią, batalionem i pułkiem. Latem 1915 roku w stopniu podpułkownika dowodził I batalionem 187 Awarskiego pułku piechoty. Walczył w rejonie Twierdzy Dęblin. Był ciężko ranny. W 1916 roku został odznaczony Orderem św. Anny 2 klasy z Mieczami. W tym samym roku awansował na pułkownika.
W 1917 wstąpił do formowanego I Korpusu Polskiego w Rosji. W Zubcowie był organizatorem, a następnie dowódcą 7 pułku strzelców polskich w okresie od sierpnia 1917 roku do 25 lutego 1918. W lutym 1918 brał udział w zdobyciu Twierdzy w Bobrujsku. Następnie przedostał się do Symbirska. W czasie zajęcia tego miasta przez Czechów objął dowództwo ochotniczego pułku piechoty i wziął udział w walkach z bolszewikami. 10 listopada 1918 roku został organizatorem i pierwszym dowódcą 2 pułku strzelców polskich na Syberii w Nowonikołajewsku (obecnie Nowosybirsk). 10 stycznia 1919 roku został mianowany pomocnikiem dowódcy Wojsk Polskich we wschodniej Rosji i na Syberii, będących częścią Armii Polskiej we Francji. Po kapitulacji Wojsk Polskich, od 10 stycznia 1920 roku na stacji kolejowej Klukwiennaja dostał się do sowieckiej niewoli. Był internowany w obozie koncentracyjnym do 7 października 1921 roku.
Po powrocie do Polski w 1921 był przydzielony do 13 Dywizji Piechoty w Równem. 5 sierpnia 1922 roku został przyjęty do rezerwy, w korpusie oficerów piechoty, z równoczesnym wcieleniem do 44 pułku piechoty Strzelców Kresowych w Równem, jako oddziału macierzystego. Następnie był odkomenderowany do Departamentu X Ministerstwa Spraw Wojskowych, w charakterze słuchacza kursu komendantów powiatowych komend uzupełnień. Z dniem 1 września 1922 roku został przeniesiony w stan spoczynku z prawem noszenia munduru. Na emeryturze mieszkał w Równem. 26 października 1923 roku Prezydent RP Stanisław Wojciechowski zatwierdził go w stopniu generała brygady. Później został zweryfikowany w stopniu generała brygady ze starszeństwem z dniem 1 czerwca 1919 roku w korpusie generałów stanu spoczynku. 
1 lipca 1928 został wybrany członkiem komisji rewizyjnej założonego wówczas Związku Sybiraków. Był prezesem okręgu wołyńskiego ZS z siedzibą w Równem. Zmarł 17 maja 1934 roku w Równem.

## Ordery i odznaczenia
- Krzyż Niepodległości – 9 listopada 1931 roku[22]
- Krzyż Walecznych[4]
- Order św. Anny z Mieczami II klasy